# Fläckgärdsmyg
Fläckgärdsmyg (Campylorhynchus gularis) är en fågel i familjen gärdsmygar inom ordningen tättingar. Den är endemisk för Mexiko där den hittas i relativt torr och klippig bergsskog.

## Utseende och läte

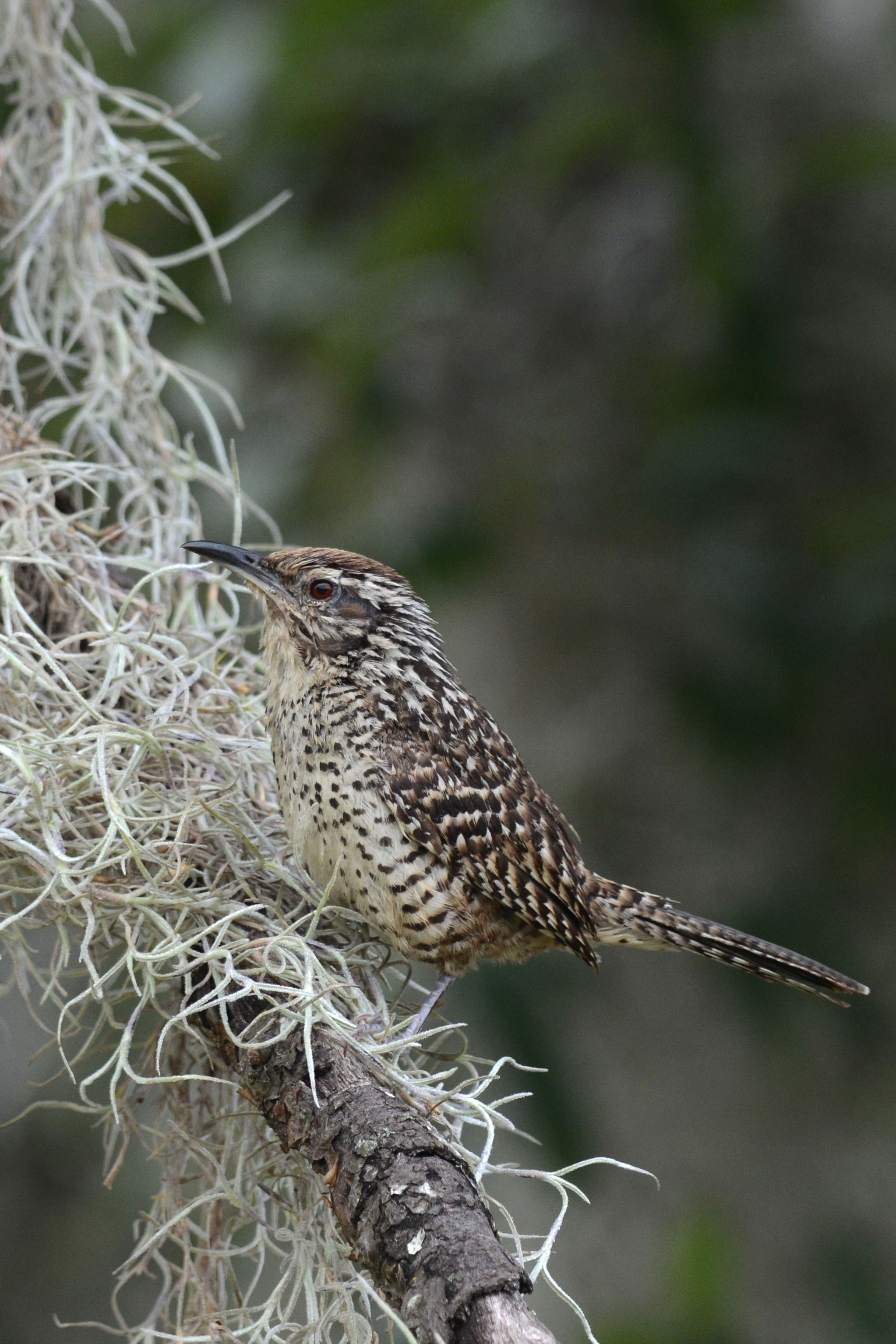

Fläckgärdsmygen är en stor (17 cm) gärdsmyg med mestadels brun ovansida, tvärbandad stjärt och vitt ögonbrynsstreck. Vidare är undersidan något beigefärgad med tydliga fläckar på sidorna och diffus tvärbandning på nedre delen av flankerna. Sången består av en serie hårda, malande toner eller en serie med omusikaliska gurglande fraser. Lätet är ett barskt “cheh-cheh-cheht”.

## Utbredning och systematik
Fågeln förekommer i  ek- och tallskogar i västra och centrala Mexiko, i två skilda områden: från sydöstra Sonora söderut till västra México och västra Morelos samt från södra Nuevo León, sydvästra Tamaulipas och centrala San Luis Potosí söderut till Hidalgo. Den behandlas som monotypisk, det vill säga att den inte delas in i några underarter.

## Levnadssätt
Fågeln hittas i skogslandskap med ek eller med inslag av tall, på klippiga sluttningar och i mer buskartad terräng, på mellan 800 och 2500 meters höjd. Födan består mestadels av ryggradslösa djur, men kaktusfrön har också noterats liksom små ödlor. Den ses födosöka aktivt i smågrupper på eller nära marken, i klippskrevor, bland epitfyter eller i barksprickor.

### Häckning
Fläckgärdsmygens häckningsbiologi är i stort okänd. Aktiva bon har noterats i Sonora i juni. Den bygger en kupol med sidoingång. Ett bo i Sonora har hittats under döda palmblad, medan två bon i Michoacán var placerade i eukalyptus och innehöll två respektive tre beigefärgade ägg med rödbruna fläckar. Ett fall av boparasitism från brunhuvad kostare har dokumenterats.

## Status
Arten har ett rätt stort utbredningsområde och beståndet anses stabilt. Internationella naturvårdsunionen IUCN listar den därför som livskraftig (LC).